# Archipel Campana
Pour les articles homonymes, voir Campana (homonymie).
Ne doit pas être confondu avec Archipel campanien.
L'archipel Campana (en espagnol : archipiélago Campana) est un archipel situé au sud du golfe de Penas, dans l'océan Pacifique au sud-ouest du Chili. Les îles principales qui le composent sont : Campana, Patricio Lynch, Aldea, Esmeralda, Orella et Covadonga. 
L'archipel se trouve à la frontière entre la XIe région Aisén del General Carlos Ibáñez del Campo et de la XIIe région de Magallanes et de l'Antarctique chilien. 